# ویا اپکوئن
ویا اپکوئن (به اسپانیایی: Villa Epecuén) یک منطقهٔ مسکونی در آرژانتین است که در بخش آدولفو آلسینا واقع شده‌است. ویا اپکوئن ۱ نفر جمعیت دارد و ۹۷ متر بالاتر از سطح دریا واقع شده‌است.